# CONTOUR
La missione CONTOUR (COmet Nucleus TOUR) era un progetto della NASA che fallì subito dopo il lancio.
Il suo obiettivo primario era quello di effettuare dei flyby su due comete, la cometa di Encke e quella di Schwassmann-Wachmann-3, con la possibilità di fare un altro flyby sulla cometa D'Arrest. Si sperava inoltre di trovare una nuova cometa che si trovasse nel Sistema Solare tra il 2006 e il 2008; in questo caso, la traiettoria della sonda sarebbe stata cambiata per avvicinarla alla cometa. Gli obiettivi scientifici erano quelli di fotografare le comete ad una risoluzione di 4 metri, creare una mappa delle comete, con uno spettro, ad una risoluzione di 100-200 metri e ottenere dettagli sulla composizione dei nuclei, in particolare sui gas e sulle condizioni della polvere vicino al nucleo, con lo scopo di arricchire la nostra conoscenza sulle caratteristiche dei nuclei delle comete.
Dopo l'accensione del razzo, il 15 agosto 2002, con l'intenzione di lanciarlo in un'orbita solare, il contatto con la sonda non poté più essere ristabilito. Osservazioni successive effettuate con telescopi terrestri notarono tre oggetti sul percorso su cui avrebbe dovuto trovarsi la sonda, il che ha fatto supporre che essa sia andata distrutta.
Il 20 dicembre dello stesso anno terminarono i tentativi di entrare in contatto con la sonda.